# Фотолитография в глубоком ультрафиолете

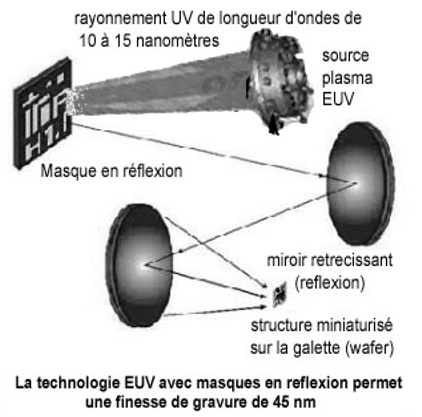
Схема работы литографии в EUV.

Фотолитография в глубоком ультрафиолете (Extreme ultraviolet lithography, EUV, EUVL — экстремальная ультрафиолетовая литография) — вид фотолитографии в наноэлектронике. Считается одним из вариантов фотолитографии следующего поколения. Использует свет экстремального ультрафиолетового диапазона с длиной волны около 13,5 нм, то есть почти рентгеновское излучение.
Для создания рисунка используется лазерная импульсная плазма капель олова (Sn), отражающая фотомаска и экспонирование подложки, покрытой фоторезистом. В настоящее время он применяется только в самых передовых полупроводниковых устройствах[уточнить].
По состоянию на 2023 год ASML является единственной компанией, которая производит и продаёт системы EUV для производства микросхем, ориентируясь на технологические нормы 5 и 3 нм.

Механизм формирования изображения в EUV-литографии.
EUV многослойная стеклянная прокладка на основе кремния и молибденовые отражатели
Поглотитель
EUV-излучение
Фоторезист
Субстрат
Вторичные электроны
Многослойный EUV и поглотитель, образующий маску для изображения линии.
EUV-излучение, отраженное от рисунка маски, поглощается резистом и подложкой, образуя фотоэлектроны и вторичные электроны. Эти электроны увеличивают интенсивность химических реакций в резисте.
На оптическое изображение накладывается случайный по своей природе вторичный электронный рисунок. Нежелательное воздействие вторичных электронов приводит к потере разрешения, наблюдаемой шероховатости края линии и изменению ширины линии.

## История
В 1960-х годах для производства интегральных схем использовался видимый свет с длиной волны всего 435 нм («линия g» ртути).
Позже использовался УФ-свет с длиной волны сначала 365 нм («линия i» ртути),
затем эксимерные лазеры длины волн сначала 248 нм (криптонфторидный лазер), а
затем 193 нм (аргонфторидный лазер), что было названо глубоким УФ.
Следующий шаг миниатюризации получил название Экстремальный УФ или EUV. Многие считали технологию EUV невозможной. EUV поглощается стеклом и даже воздухом, поэтому вместо использования линз, как раньше, для фокусировки лучей света понадобились бы зеркала в вакууме, а надежное производство EUV также было проблематичным. 

Чтобы решить эту научную проблему, в 1990-х годах исследователи из нескольких лабораторий Министерства энергетики США (в частности, Ливермора, Беркли и Сандии) получили финансирование для проведения фундаментальных исследований технических препятствий. Результаты этих успешных усилий были распространены в рамках Соглашения о совместных исследованиях и разработках (CRADA, состояла из консорциума частных компаний и лабораторий, представленных как организация под названием EUV-LLC) в рамках государственно-частного партнерства, при этом изобретение и права полностью принадлежат правительству США, но лицензируются и распространяются с одобрения Министерства энергетики и Конгресса..
Intel, Canon и Nikon (лидеры в этой области в то время), а также голландская компания ASML с приобретенной ей Silicon Valley Group (SVG) запросили лицензию, однако Конгресс США отказал японским компаниям в необходимом разрешении, поскольку в то время они считались сильными техническими конкурентами и не должны извлекать выгоду из исследований, финансируемых налогоплательщиками, за счет американских компаний.
К 2018 году ASML удалось развернуть EUV-LLC IP, после нескольких десятилетий исследований при поддержке финансируемой Европой EUCLIDES (Extreme UV Concept Lithography Development System) и длительного постоянного партнера немецкого производителя оптики Zeiss и поставщика источников синхротронного света Oxford Instruments. Это привело к тому, что MIT Technology Review назвал её «машиной, которая спасла Закон Мура». Первый прототип в 2006 году произвел одну пластину за 23 часа. По состоянию на 2022 год сканер производит до 200 пластин в час. В сканере используется оптика Zeiss, которую эта компания называет «самыми точными зеркалами в мире» и которая производится путем обнаружения дефектов и последующего сбивания отдельных молекул с помощью таких методов, как моделирование ионным лучом.
ASML следует правилам экспортного контроля Нидерландов и до дальнейшего уведомления не будет иметь права отправлять машины в Китай.
В 2019 году На Международной конференции по электронным устройствам (IEDM) компания TSMC сообщила об использовании EUV для своих 5-нм чипов.

## Маски
EUV-маски работают, отражая свет, что достигается за счет использования нескольких чередующихся слоев молибдена и кремния. Это отличается от обычных фотошаблонов, которые блокируют свет с помощью одного слоя хрома на кварцевой подложке. Маска EUV состоит из 40 чередующихся слоев кремния и молибдена; этот мультислой отражает экстремальный ультрафиолетовый свет посредством дифракции Брэгга; коэффициент отражения сильно зависит от угла падения и длины волны, при этом более длинные волны отражаются больше ближе к нормальному падению, а более короткие волны отражаются больше дальше от нормального падения. Рисунок определяется поглощающим слоем на основе тантала поверх многослойного материала. Мультислой может быть защищен тонким слоем рутения.
Чистые фотомаски в основном производятся двумя компаниями: AGC и Hoya Corporation (обе Япония).
Пустая фотомаска покрывается фоторезистом, который затем запекается (затвердевает) в печи, а затем подвергается воздействию лазерного света с использованием безмасочной литографии с электронным лучом.
Экспонированный фоторезист проявляют (удаляют) и протравливают незащищенные участки. Затем удаляют оставшийся фоторезист.
Маски проверяют, а затем ремонтируют с помощью электронного луча.
Травление должно выполняться на очень специфичную глубину, что затрудняет травление по сравнению с обычным изготовлением фотошаблонов.

## Фотолитографическая машина

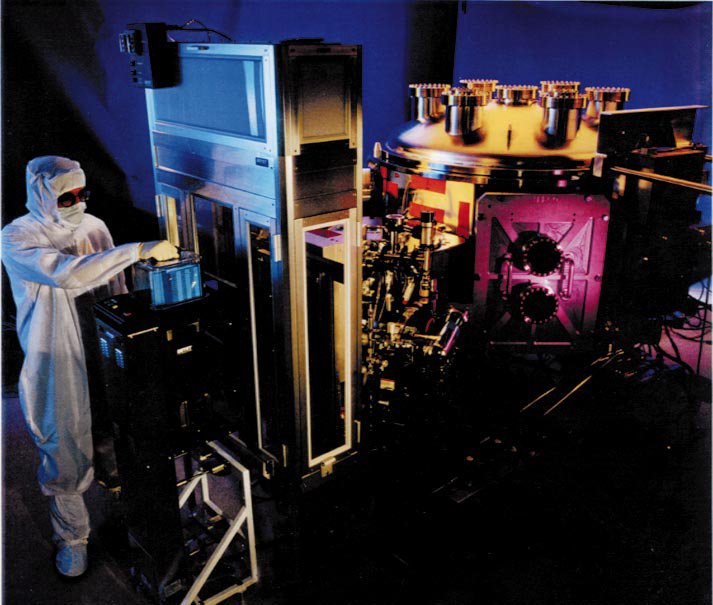
EUVL установка, Ливерморская национальная лаборатория

Инструмент EUV (фотолитографическая машина EUV) имеет управляемый лазером оловянный (Sn) плазменный источник света (спазер), отражающую оптику с многослойными зеркалами, содержащиеся в газообразной среде водорода.
Водород используется для удержания зеркала-коллектора EUV в качестве первого зеркала, собирающего излучение, испускаемого в большом диапазоне углов (~ 2π ср) из Sn-плазмы, в источнике свободным от отложений олова. В частности, водородный буферный газ в камере или сосуде источника EUV замедляет или, возможно, отталкивает ионы Sn и осколки Sn, движущиеся к коллектору EUV (защита коллектора), и обеспечивает химическую реакцию Sn (s) + 4H (g) = SnH4 (g) для удаления отложений Sn на коллекторе в виде газа SnH4 (восстановление отражательной способности коллектора).
EUVL — это значительный отход от стандарта глубокой ультрафиолетовой литографии. Вся материя поглощает EUV-излучение. Следовательно, для EUV-литографии требуется вакуум. Все оптические элементы, включая фотомаску, должны использоваться бездефектные многослойные молибден/кремниевые (Mo/Si) слои, состоящие из 50 бислоев Mo/Si, теоретический предел отражения которых при 13,5 нм составляет ~75 %, отражающие свет за счет межслойной интерференции волн; любое из этих зеркал поглощает около 30 % падающего света, поэтому важно контролировать температуру зеркала.
Современные системы EUVL содержат как минимум два конденсора многослойных зеркал, шесть проекционных многослойных зеркал и многослойный объект (маску). Поскольку зеркала поглощают 96 % света EUV, идеальный источник EUV должен быть намного ярче, чем его предшественники. Разработка источника EUV была сосредоточена на плазме, генерируемой лазерными или разрядными импульсами. Зеркало, отвечающее за сбор света, подвергается прямому воздействию плазмы и уязвимо для повреждения высокоэнергетическими [[ион]ами] и другим мусором, таким как капли олова, которые требуют ежегодной замены дорогостоящего собирающего зеркала.

### Требования к ресурсам
| Тип                          | 200 Вт выход EUV | 90 Вт выход ArF иммерсионное двойное паттернирование |
| ---------------------------- | ---------------- | ---------------------------------------------------- |
| Электрическая мощность (кВт) | 532              | 49                                                   |
| Холодная вода (л/мин)        | 1600             | 75                                                   |
| Газопроводы                  | 6                | 3                                                    |

Требуемые вспомогательные ресурсы значительно больше для EUV, по сравнению с 193-нм иммерсией, даже при двух экспозициях с использованием последнего.
Компания Hynix сообщила на симпозиуме EUV 2009 года, что эффективность инструмента составляла ~ 0,02 % для EUV, то есть чтобы получить 200 Вт в промежуточном фокусе для 100 пластин в час, потребуется 1 мегаватт входной мощности по сравнению с 165 киловаттами для иммерсионного сканера ArF, и что даже при той же пропускной способности площадь, занимаемая EUV-сканером, была примерно в 3 раза больше, чем у иммерсионного сканера ArF, что приводило к потере производительности.. Кроме того, для удержания ионных обломков может потребоваться сверхпроводящий магнит.
Типичный инструмент EUV весит 180 тонн.
Сравнение энергопотребления инструмента DUV и EUV (измерено в 2020 г.): Инструменты EUV потребляют как минимум в 10 раз больше энергии, чем иммерсионные инструменты.
| Платформа                              | DUV Immersion NXT:2050i | EUV NXE:3400C (30 мДж/см2) |
| -------------------------------------- | ----------------------- | -------------------------- |
| Потребление энергии                    | 0,13 МВт                | 1,31 МВт                   |
| Пропускная способность                 | 296 пластин в час       | 136 пластин в час          |
| Энергоэффективность на проход пластины | 0,45 кВт⋅ч              | 9,64 кВт⋅ч                 |
| Пластин в год                          | 2 584 200               | 1 191 360                  |

### Краткое описание основных функций
В следующей таблице приведены основные различия между разрабатываемыми системами EUV и иммерсионной литографией ArF, которые сегодня широко используются в производстве:
|                                                                             | EUV | ArF иммерсия                                 |
| --------------------------------------------------------------------------- | --- | -------------------------------------------- |
| Длина волны                                                                 | Полоса пропускания 2 % по полуширине около 13,5 нм | 193 нм                                       |
| Энергия фотонов                                                             | 91…93 эВ | 6,4 эВ                                       |
| Источник света                                                              | CO2 лазер + Sn плазма | ArF эксимерный лазер                         |
| Полоса пропускания длины волны                                              | 5,9 % | <0,16 %                                      |
| Вторичные электроны, образующиеся при поглощении                            | Да | Нет                                          |
| Оптика                                                                      | Отражающие многослойные материалы (~40 % поглощения на зеркало) | Пропускающие линзы                           |
| Числовая апертура (NA)                                                      | 0,25: NXE:3100 0,33: NXE:33x0 и NXE:3400B Высокая NA (0,55): в разработке                                                                                                  | 1,20 1,35                                    |
| Спецификация разрешения k1 = разрешение / (длина волны / числовая апертура) | NXE:3100:B 27 нм (k1=0.50) NXE:3300B: 22 нм (k1=0.54), NXEI3100BJ 18 нм (k1=0.44) с внеосевой засветкой NXE:3350B: 16 нм (k1=0.39) NXE:3400B/C, NXE:3600D: 13 нм (k1=0.32) | 38 нм (k1=0.27)                              |
| Вспышка                                                                     | 4 % | <1 %                                         |
| Засветка                                                                    | Центральный угол 6 ° от оси на сетке | Осевая                                       |
| Размер поля                                                                 | 0.25 и 0.33 NA: 26 мм × 33 мм Большая NA: 26 мм × 16.5 мм | 26 мм × 33 мм                                |
| Увеличение                                                                  | 0.25 и 0.33 NA: 4X изоморфное Большая NA: 4X/8X анаморфное | 4X                                           |
| Окружение                                                                   | Вакуумный водород | Воздух (открытая область пластины под водой) |
| Контроль аберраций (включая тепловые)                                       | Нет | Да, например: FlexWave                       |
| Щель засветки                                                               | Дугообразная | Прямоугольная                                |
| Паттерн                                                                     | Шаблон на светоотражающем мультислое | Шаблон на пропускающей подложке              |
| Смещение шаблона пластины с вертикальным положением сетки                   | Да (из-за отражения); ~1:40 | Нет                                          |
| Пленка защиты маски                                                         | Доступно | Да                                           |
| Пластин в день (зависит от инструмента и мощности)                          | 1500 | 6000                                         |
| # инструментов в поле                                                       | > 90 (все модели инструментов с числовой апертурой 0,33) | > 400                                        |

Различные степени разрешения инструментов с числовой апертурой 0,33 обусловлены различными вариантами засветки. Несмотря на потенциал оптики для достижения разрешения менее 20 нм, вторичные электроны в резисте практически ограничивают разрешение примерно до 20 нм (подробнее об этом ниже).

## Мощность источника света, пропускная способность и время безотказной работы

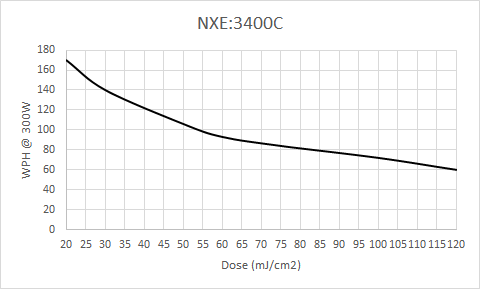
Пропускная способность EUV как функция дозы. Производительность пластины прибора EUV на самом деле является функцией дозы облучения при фиксированной мощности источника.

### Светоотражающая оптика

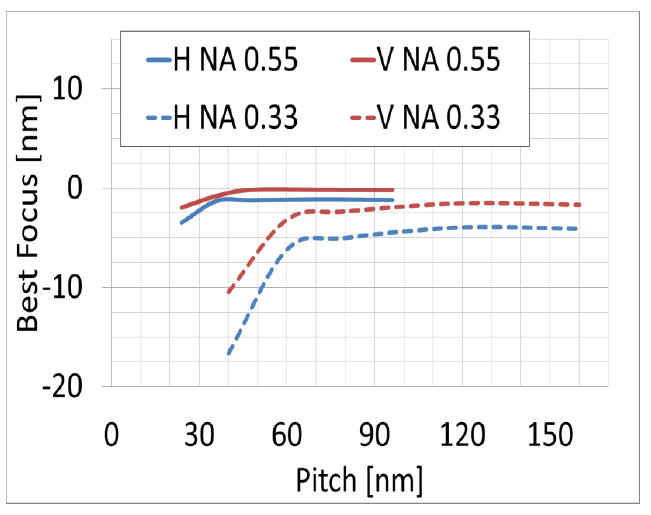
Разница фокуса EUV H-V. Горизонтальные (H) и вертикальные (V) элементы рисунка маски (сетки) фокусируются по-разному в оптических системах EUV. Числовая апертура (NA) также имеет значение.

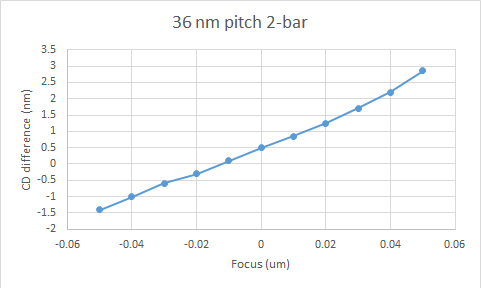
Разница CD между 2-мя полосами и фокусом. Разница между шириной двух соседних горизонтальных линий варьируется в зависимости от фокуса.

#### Смещение рисунка от дефокусировки (нетелецентричность)

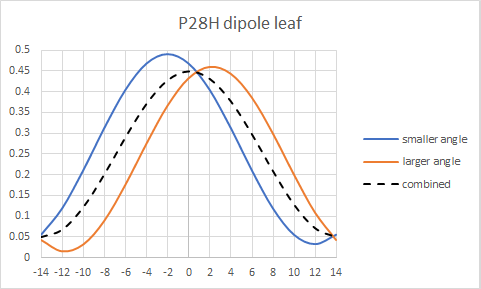
Из-за разного фазового сдвига отражения от маски EUV разные углы освещения приводят к разным сдвигам. Это приводит к уменьшению контрастности изображения, также известному как замирание.